# Zunhua
Zunhua, tidigare stavat Tsunhwa, är en stad på häradsnivå i norra Kina och en del av Tangshans stad på prefekturnivå i provinsen Hebei. Den ligger omkring 140 kilometer öster om huvudstaden Peking. 
Staden har 0,7 miljoner invånare på en yta av 1 521 km². I närheten ligger Kinesiska muren, och Östra Qinggravarna.
Zunhua var tidigare ett härad, men ombildades till stad 1992.